# Šalomoun III. Etiopský
Šalomoun III. byl etiopský císař, vládnoucí od 20. května 1796 – 15. července 1797 a poté ještě velmi krátce od 20. května 1799. Šalomoun III. byl synem císaře Tekle Hajmanota II.
Šalomoun III. byl velkou měrou pouze loutkou, dosazenou na císařský trůn rasem Wolde Selassiem a rasem Mare'edem. Další rok strávil bojem se svým soupeřem, bývalým císařem Tekle Gijogisem. Zatímco byl císař plně zaměstnán soubojem se svým předchůdcem na trůnu, město Gondar bylo obsazeno povstalcem Asseratem, který však vojensky neměl na to, dobýt hlavní město a omezil své ničení na vypálení majetku Tekle Gijogise v Gondaru. Šalomoun III. byl donucen odplout do Gondaru a dále hledat útočiště v Aksumu, kde žil pod ochranou rase Wolda Selassie. Jeho vláda byl krátce obnovena roku 1799.
Šalomoun III. umírá roku 1827 v Gondaru. Jeho manželka Altash, dcera Aliho Gwangula, guvernéra v Begamderu, na světě zanechá syna, budoucího císaře Jošuu IV.